# 309眼鏡王蛇直升機
309眼鏡王蛇攻擊直升機（英語：309 KingCobra)是貝爾直升機公司基於AH-1的基礎上開發的一種實驗性攻擊直升機。

## 發展
美國陸軍為了要一種火力更強、速度更快的武裝直升機，而啟動先進空中火力支援系統(AAFSS)，並開始研發AH-56夏延直升機用於反坦克武裝直升機的角色，但夏延的開發並不順利。同時間，塞考斯基提供的方案是S-67，而貝爾提供的則是309眼鏡王蛇。眼鏡王蛇是AH-1J的豪華升級版，擁有更強勁的發動機、更長的機身、更大的機翼(用以放置外掛油箱)以及更兇猛的火力。設備方面則有安裝在加長的機鼻下方，用於夜間和惡劣天氣戰鬥的傳感器系統。這種穩定的多傳感器瞄準器 (SMS)源自為AH-56夏延直升機開發的技術，包括 FLIR、低亮度電視(LLTV)、激光測距儀和導彈制導系統。SMS可以在砲手的視線或飛行員的平視顯示器(HUD)上顯示圖像。飛行員有自己的LLTV，安裝在旋翼整流罩的前部，讓他可以在砲手尋找目標時飛行。並且採用新的航空電子設備，包括可以存儲 16 個不同的預編程導航航路點的 Litton慣性導航系統(INS)；帶有地面警告系統的雷達高度計；和其他改進的導航和通信設備。
然而陸軍對此升級版並不滿意，並於1972年8月取消了該計畫，並發布了先進武裝直升機(AAH)的招標書。貝爾則又啟動了YAH-63計畫以繼續競爭。

## 型號
- Model 249:配備四個轉子葉片的實驗版。
- Model 309:眼鏡王蛇(單引擎)：實驗版本，由一台萊康明（英语：Lycoming） Honeywell T55（英语：T55-L-7C）發動機提供動力。
- Model 309:眼鏡王蛇(雙引擎)由兩個引擎驅動的實驗版本。

## 外部連結
（页面存档备份，存于）